# Adalberto Peñaranda
Adalberto Peñaranda Maestre (El Vigia, 31 de maio de 1997) é um futebolista venezuelano que atua como ponta-esquerda. Atualmente, joga no FK Sarajevo.

## Carreira
Adalberto Peñaranda fez parte do elenco da Seleção Venezuelana de Futebol da Copa América de 2016.

## Títulos

### Prêmios individuais
- 50 jovens promessas do futebol mundial de 2016 (La Gazzetta dello Sport)[2]